# Väntorp

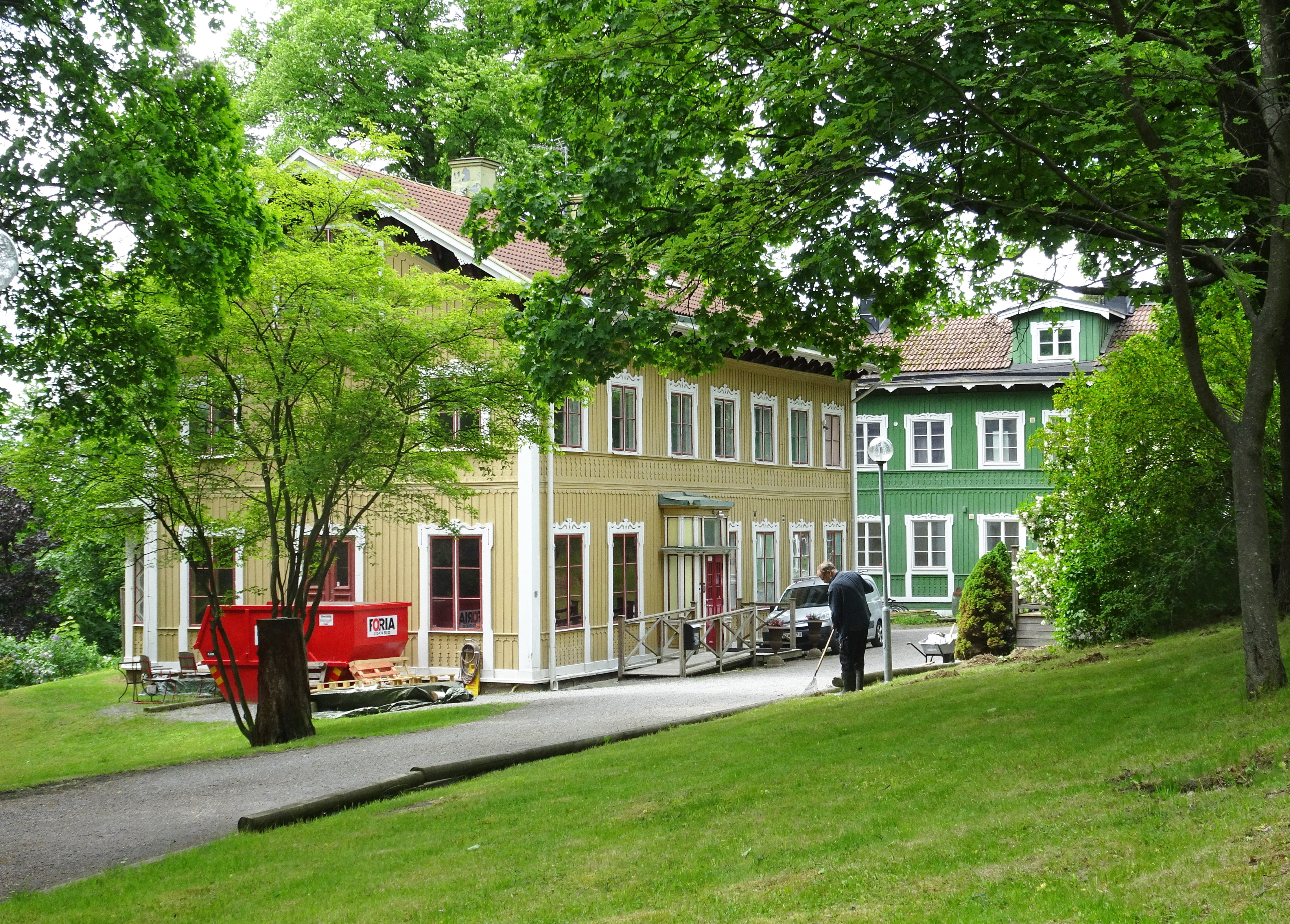
Väntorps huvudbyggnad och flygel i juni 2020.

Väntorp består av några kulturhistoriskt värdefulla byggnader på Ulriksdals slottsområde i stadsdelen Ulriksdal i Solna kommun. Väntorp innehades efter 1866 av skådespelerskan Hanna Styrell, älskarinna till Karl XV och mellan 1965 och 1983 hade skulptören Eric Grate sin bostad och ateljé här. Väntorp ligger inom slottsfastigheten Ulriksdal 2:3 som är ett statligt byggnadsminne sedan år 1935.

## Historik

### Byggnader

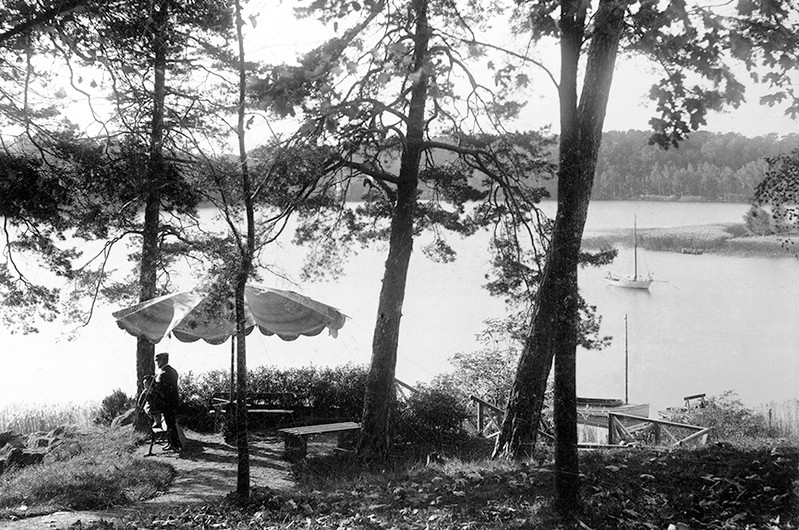
Väntorp vid Brunnsvikens strand.

Väntorp ligger längst i söder inom Ulriksdals slottsområde, ursprungligen med strandtomt till Brunnsviken. Bebyggelsen består av en huvudbyggnad från 1866, en flygelbyggnad från 1870-talet, en före detta trädgårdsmästarbostad och en ateljébyggnad från 1960-talet.
Huvudbyggnaden uppfördes 1866 på initiativ av kung Karl XV som sommarbostad. Huset har två våningar med panelade och gulmålade fasader samt rika lövsågerier under ett tegeltäckt sadeltak. På fasaden mot söder och Brunnsviken märks två inbyggda verandor. På 1960-talet moderniserades byggnaden. Flygelbyggnaden står i väster, vinkelrätt mot huvudbyggnaden. Den har ett snarlikt utseende som huvudbyggnaden men är något mindre och enklare i utförandet. Fasaderna är grönmålade. 1968 genomfördes en ombyggnad. 
Ytterligare en bit mot väster finns en rödmålad stuga där ställets trädgårdsmästare bodde. Vid infarten i öster står skulptören Eric Grates ateljé, en låg, grålaserad timmerbyggnad från 1960-talet. Den tidigare kontakten med Brunnsviken bröts när Bergshamraleden drogs förbi strax söder om Väntorp på 1960-talet.

### Boende
Kung Karl XV överlät Väntorp sin älskarinna skådespelerskan Hanna Styrell på livstid. Bevarat finns ett gåvobrev där Karl XV 1866 skänker Väntorp till henne. Han såg också till att hans bror Oscar II godkände överlåtelsen. Hon anses 1865 ha fött Karl XV en dotter, Ellen Maria, som hela livet fick underhåll från en anonym källa. Enligt en skröna lär Karl XV fortfarande spöka på Väntorp.
Efter Johanna Styrells giftermål med officeren Adolf Tersmeden 1876 lämnade hon Väntorp som hon sålde 1877 till sin halvsyster Theresia och hennes man, tapetserare Carl Petter Svensson, som sedan 1865 adopterat hennes dotter Ellen. Vid 1800-talets slut övertogs Väntorp av hovsömmerskan och modeskaparen Augusta Lundin. Efter Augusta Lundins död 1919 ärvdes Väntorp av hennes systerdotter Aura Svensson. År 1968 bosatte sig skulptören Eric Grate på Väntorp. Han lät bygga sin ateljé vid gårdsinfarten. På Väntorp bodde och verkade han fram till sin bortgång i augusti 1983. Idag används Väntorp som bostäder och kontor.

### Bilder

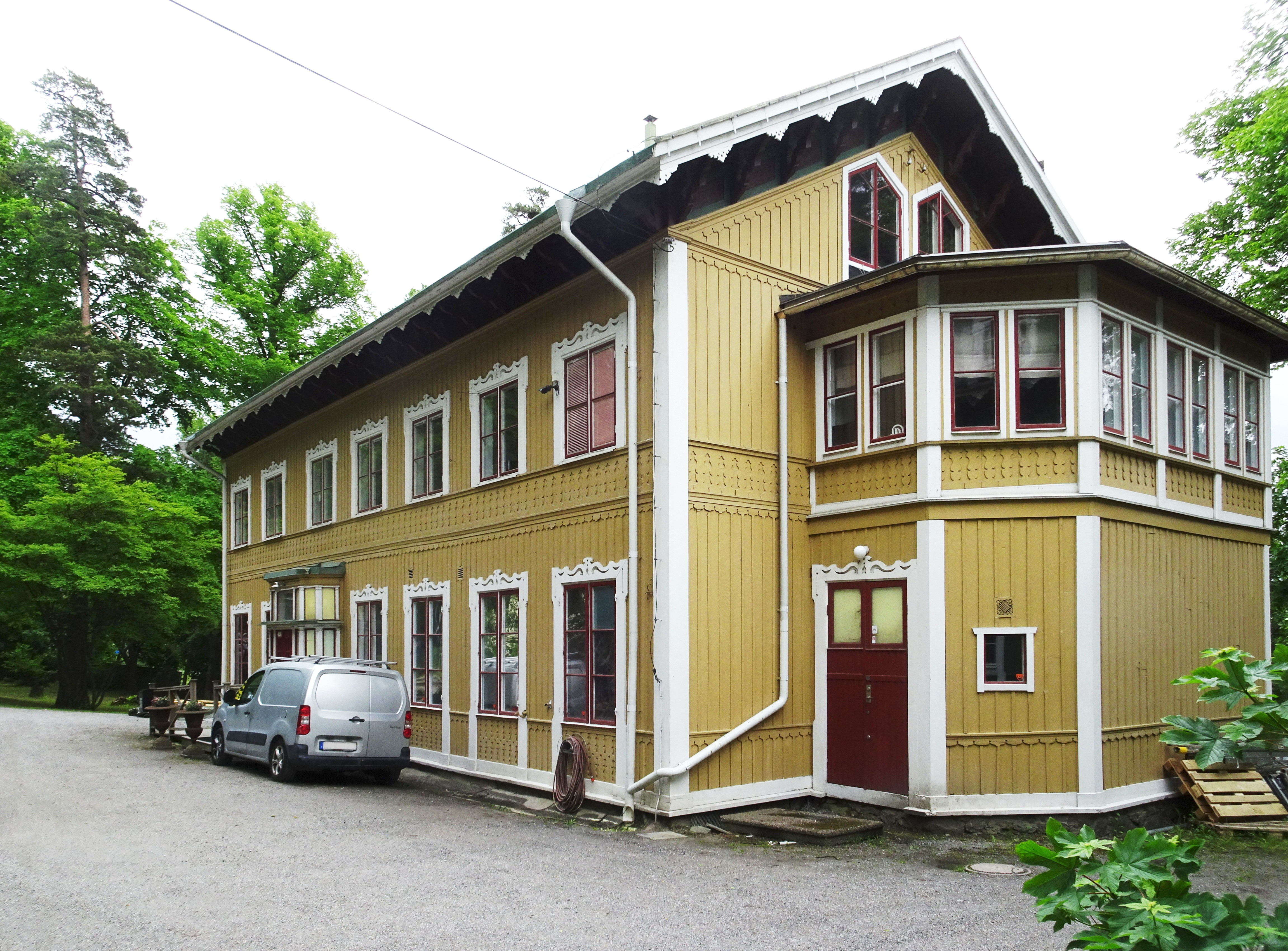
Huvudbyggnaden, fasad mot norr.
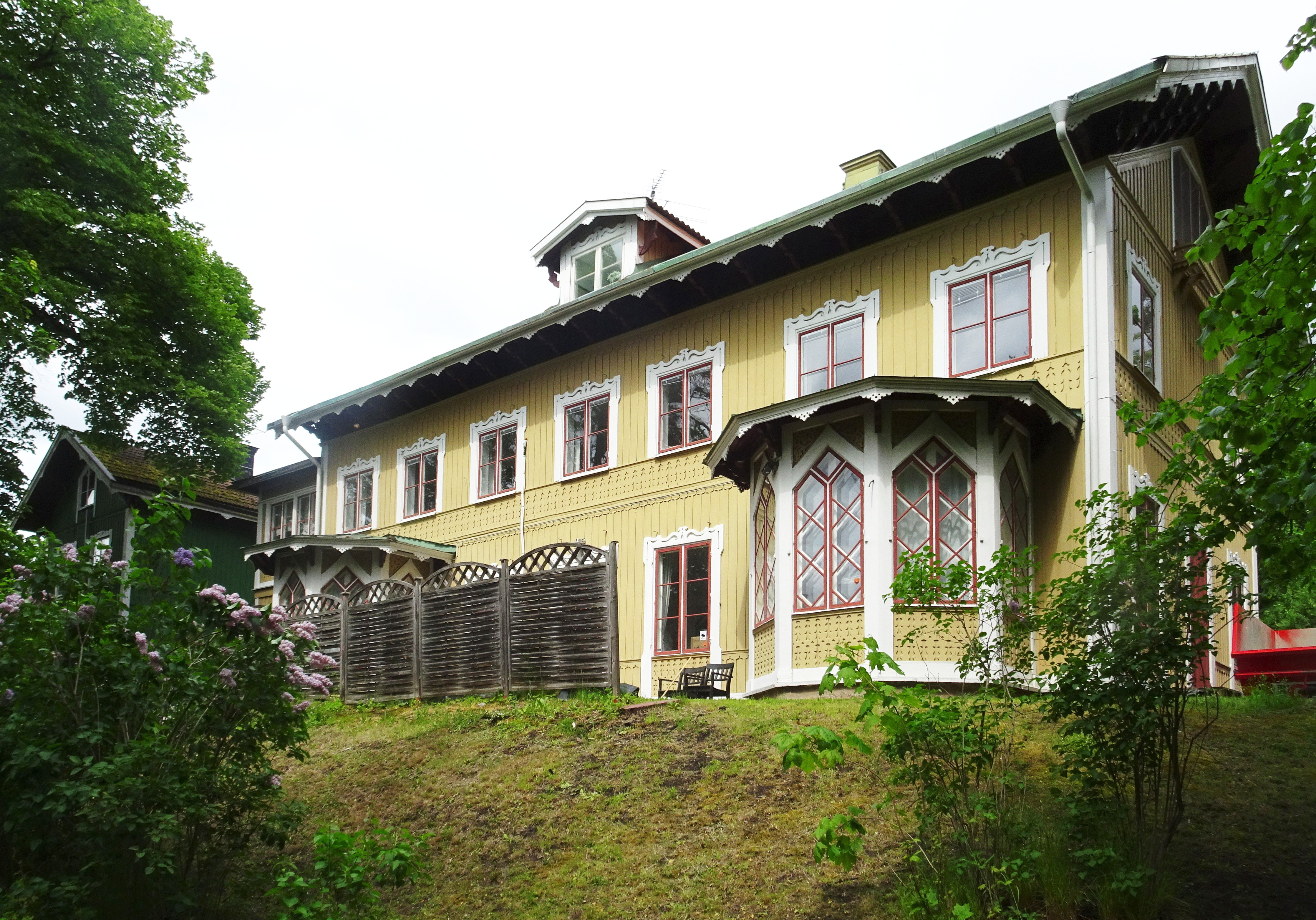
Huvudbyggnaden, fasad mot söder.
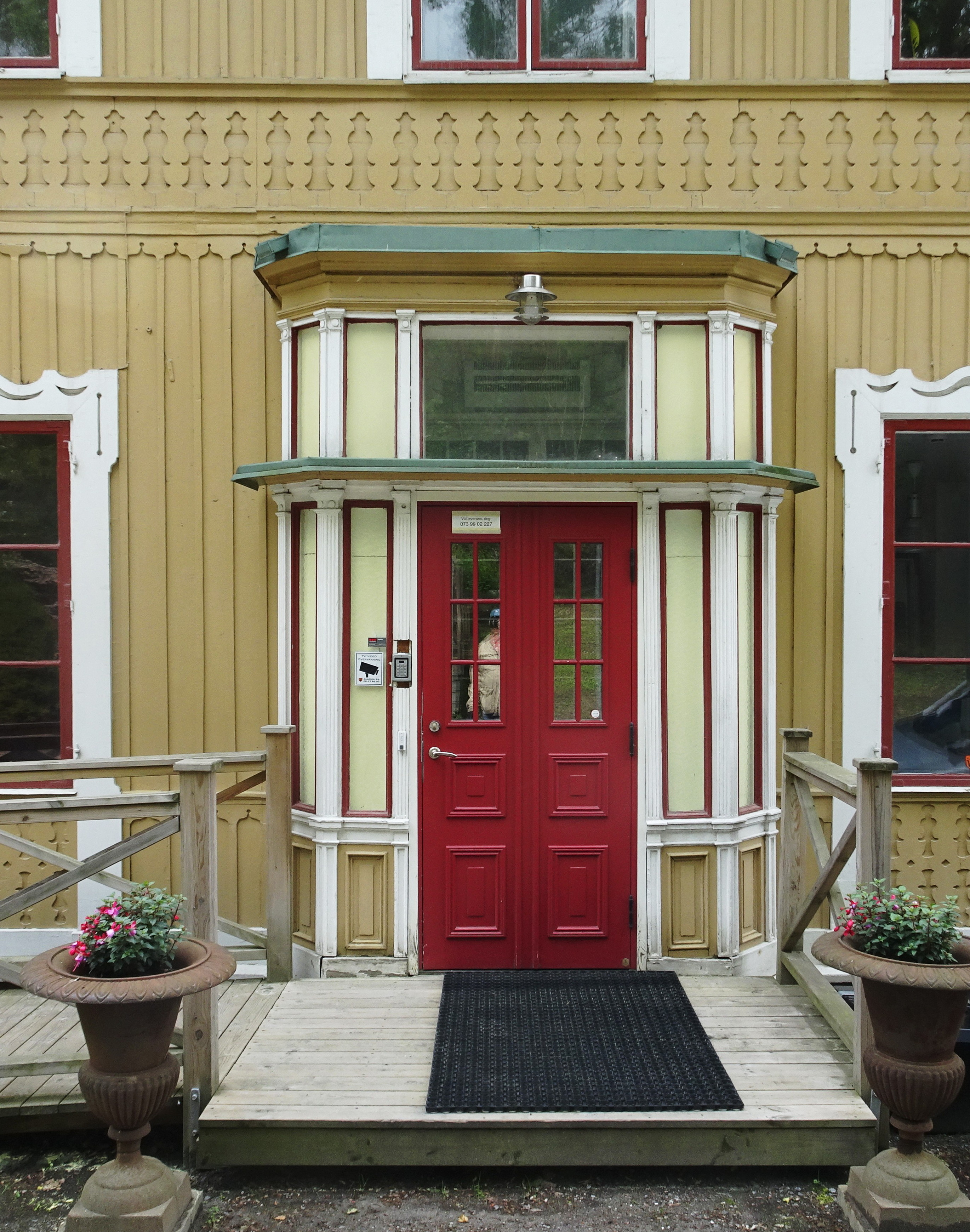
Huvudbyggnad, entré.
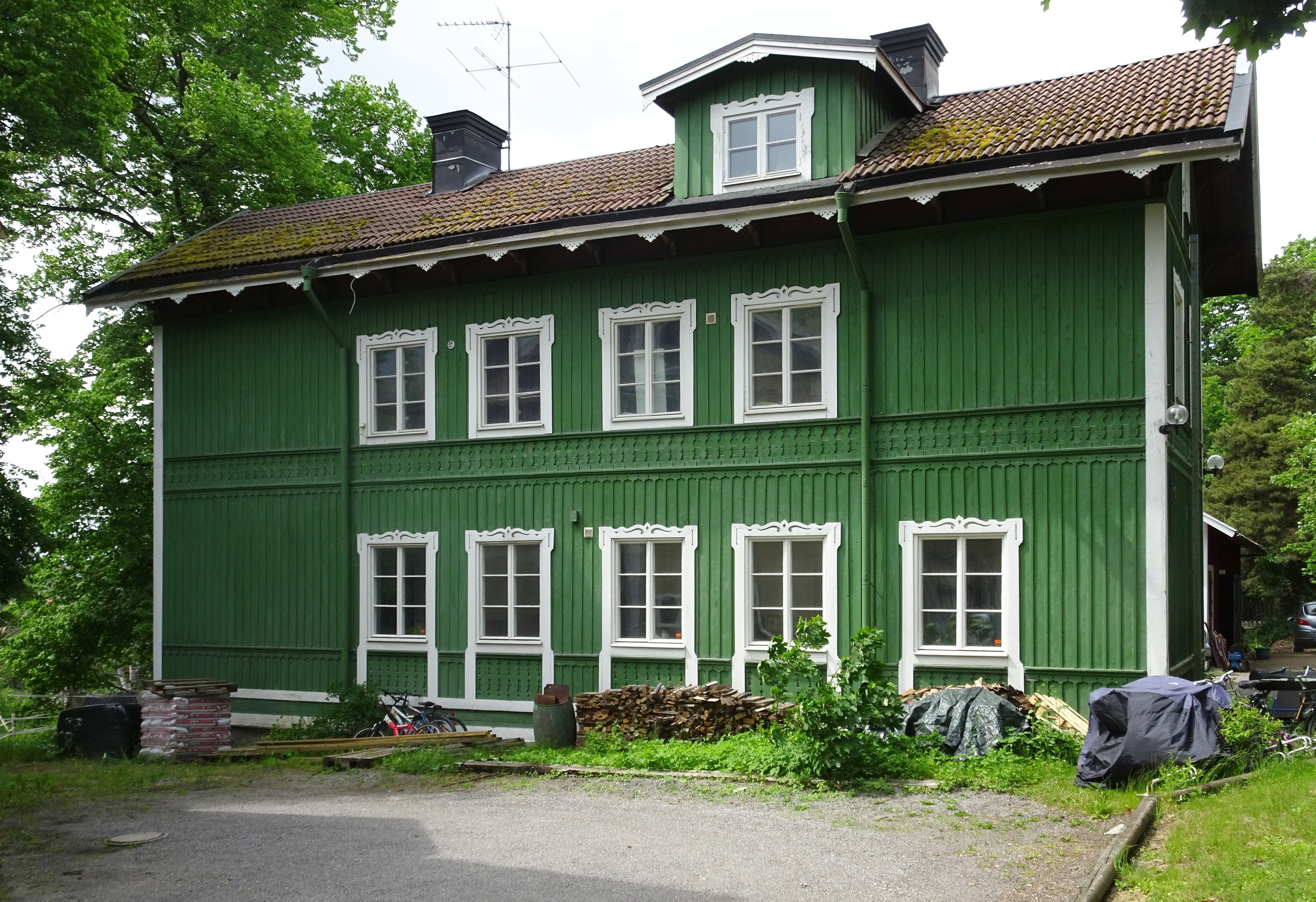
Flygeln.
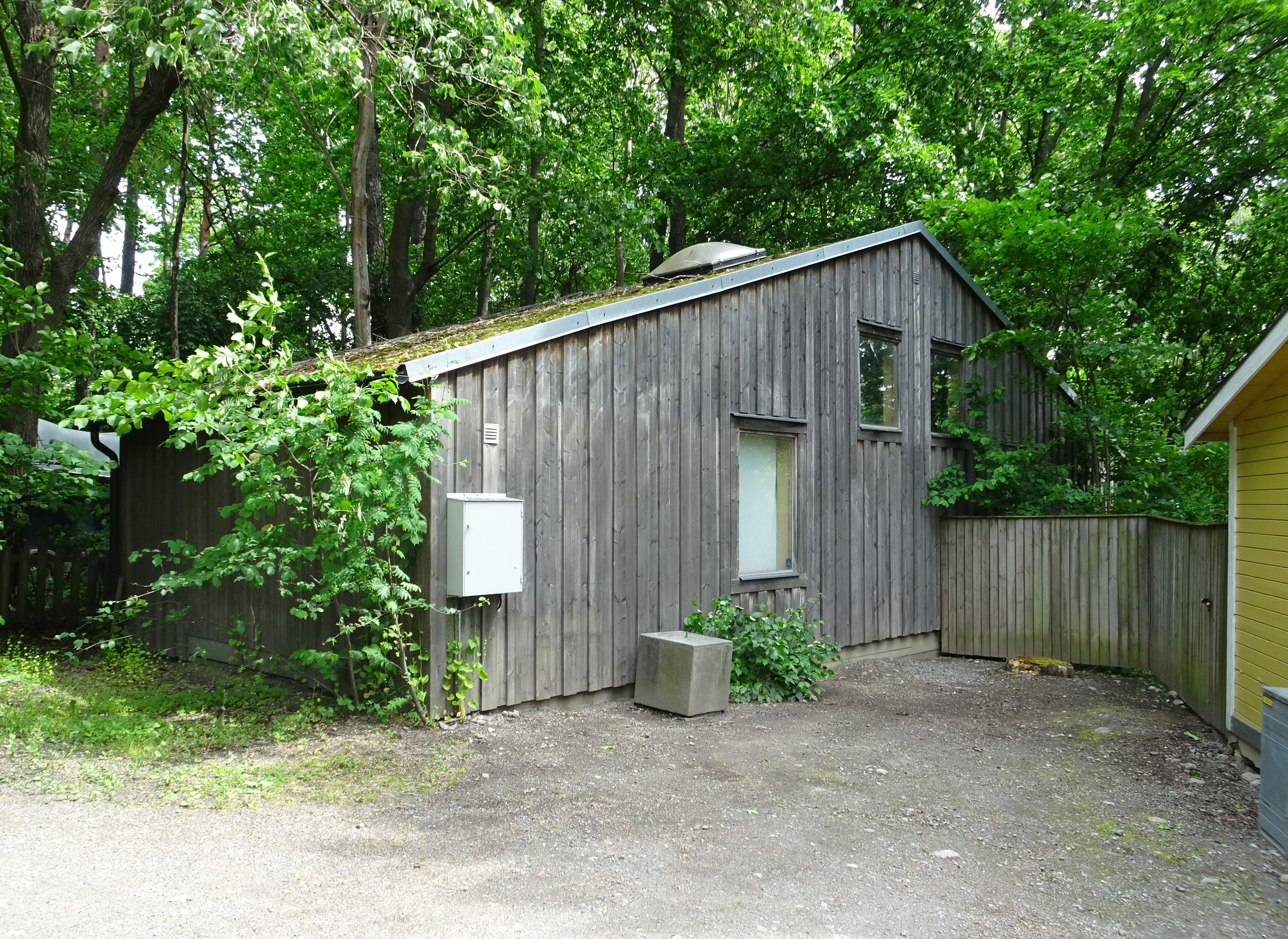
Eric Grates ateljé.